# Naranjal (Metro de Lima y Callao)
Naranjal es el nombre asignado a la quinta futura estación de la línea 3 del Metro de Lima y Callao en Perú. Será construida de manera subterránea entre el límite de los distritos de Los Olivos e Independencia.